# Klövtjärnarna (Malå socken, Lappland, 724129-163019)
Klövtjärnarna är en sjö i Malå kommun i Lappland och ingår i Skellefteälvens huvudavrinningsområde.